# Trattato di Breslavia
Il trattato di Breslavia è stato un accordo preliminare di pace firmato l'11 giugno 1742 a seguito di lunghi negoziati presso la capitale della Slesia Breslavia (in lingua tedesca Breslau). Il trattato fu siglato da emissari dell'arciduchessa Maria Teresa d'Austria e del re Federico II di Prussia, al termine della prima guerra di Slesia.

## Situazione
Federico II aveva tratto vantaggio dalle difficoltà di Maria Teresa nel rimanere come Sacra Romana Imperatrice e Regina di Boemia, secondo la Prammatica Sanzione del 1713, e nel 1740 occupò la Slesia, parte della Monarchia asburgica sin dal 1526. Fallirono diversi tentativi di scacciare gli invasori, mentre le truppe degli alleati di Federico (Francia, Sassonia e Baviera) combattevano nelle terre adiacenti della Boemia.

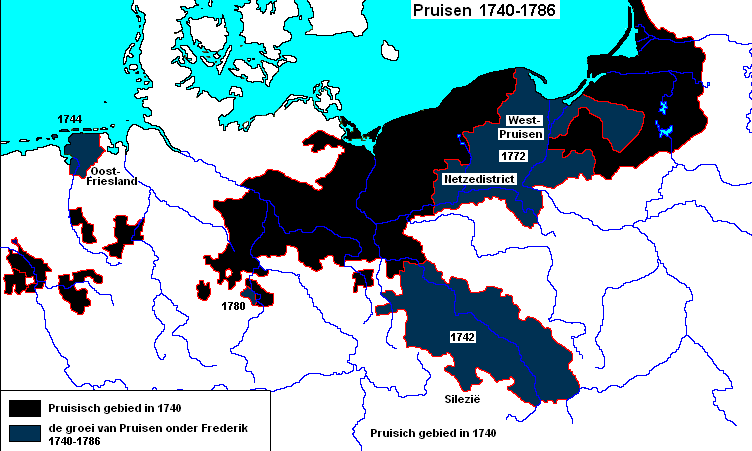
Le annessioni prussiane di Federico II: la Slesia nel 1742, la Frisia Orientale nel 1744, la Prussia Reale con il Distretto di Netze durante la prima spartizione della Polonia nel 1772 e Mansfeld nel 1780.

I negoziati segreti di pace si svolgevano dall'autunno del 1741, ma Federico invase ancora la Boemia e sconfisse le truppe austriache nella battaglia di Chotusitz il 17 maggio 1742. Con l'interessamento di John Carmichael, inviato del Regno di Gran Bretagna e desideroso di evitare altre guerre in Europa, furono concluse le trattative per la pace.

## Effetti
Secondo i termini del trattato, Maria Teresa cedette gran parte dei ducati della Slesia al Regno di Prussia, ad eccezione del Ducato di Teschen, di Troppau, e di Krnov a sud del fiume Opava, oltre alla parte meridionale del Ducato di Nysa, che divennero tutti parte della provincia della Slesia austriaca. Inoltre, Federico si annetté la Contea di Kladsko della Boemia.
Nonostante il nome del trattato, esso fu effettivamente siglato a Berlino. Questo trattato, insieme al trattato di Berlino firmato il 28 luglio 1742, mise ufficialmente fine alla prima guerra di Slesia. Eccettuando la spartizione della Slesia di Cieszyn e l'incorporazione della regione di Hlučín nel 1920, la linea di demarcazione del 1742 determina ancora oggi il confine tra Repubblica Ceca e Polonia.